# Castella (Nahrungsmittel)

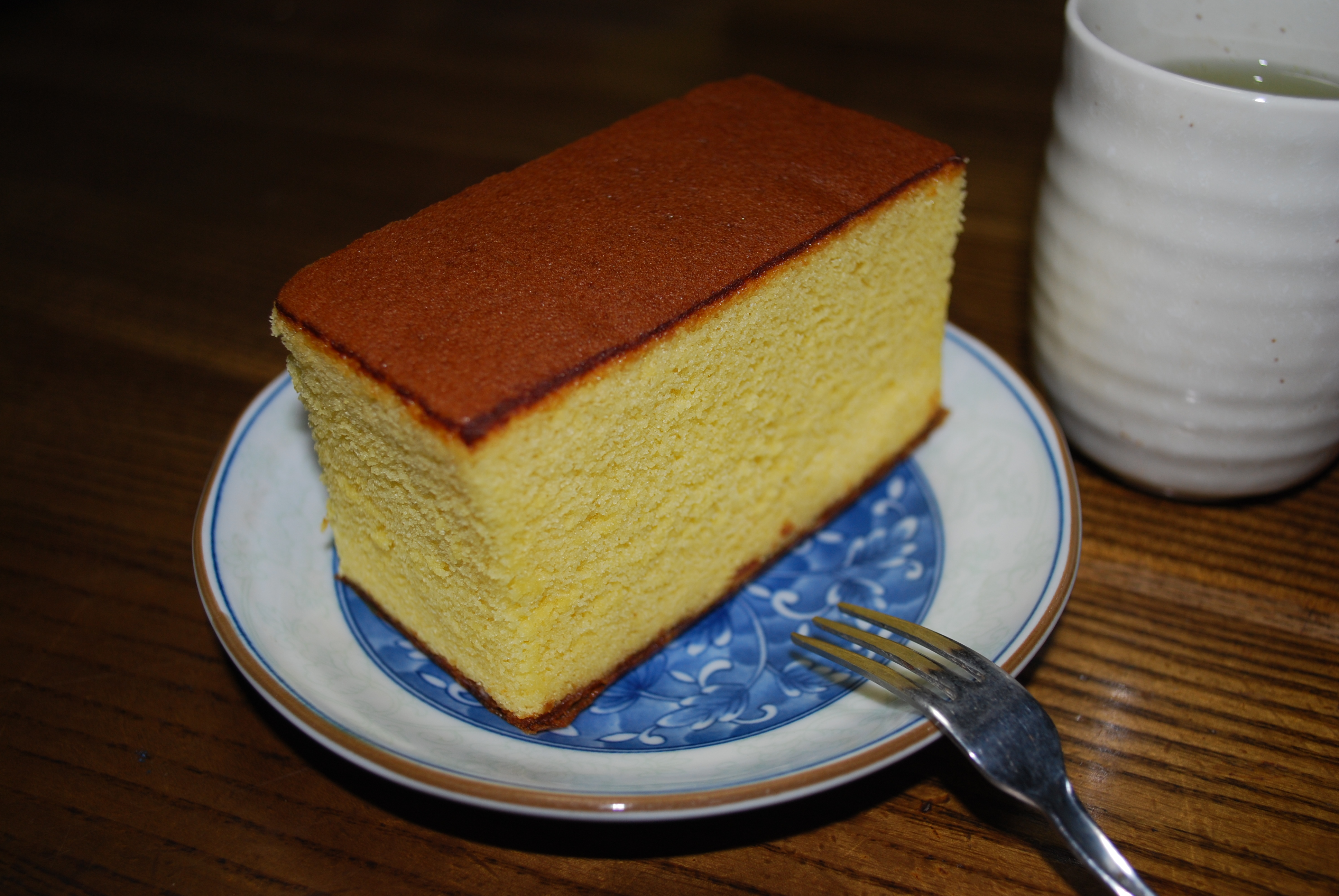
Castella aus Nagasaki

Castella (japanisch カステラ, früher auch: 加須底羅 oder 粕底羅, jeweils Kasutera) ist ein Kuchen aus Japan, der als eine Spezialität Nagasakis gilt. Die Hauptzutaten sind Mehl, Zucker, Ei und der Kartoffel-/Reissirup Mizuame.

## Geschichte
Als die Portugiesen im 16. Jahrhundert als erste Europäer Japan betreten konnten, führten sie viele in Japan bis dato unbekannte Produkte ein. Dazu gehörten z. B. Feuerwaffen, Tabak und eben auch in der beginnenden Kan’ei-Ära (1624–1644) den Castella. Sein Name leitet sich ab von Bolo de Castela für „Kuchen aus Kastilien“ bzw. pão de Castela für „Brot aus Kastilien“.
Es konnte lange aufbewahrt werden und war so ein auf einer langen, oft monatelangen Schiffsfahrt nützliches Nahrungsmittel. In dieser Zeit befand sich Japan in der Edo-Zeit, in der das Regime es den Portugiesen nur erlaubte, am Hafen Nagasakis zu handeln. Damals war Kasutera aufgrund von hohen Zuckerpreisen ein teures Dessert.
Über die Jahre entwickelte sich Castella in Japan weiter, es entstanden verschiedene Geschmacksrichtungen, so mit dem Zusatz von gepulverten grünen Tee oder roten Azukibohnen.

## Taiwanische Castella
Castella wurden erstmals während der Zeit Taiwans unter japanischer Herrschaft eingeführt. 1968 ging Ye Yongqing, der Besitzer einer japanischen Bäckerei in Taipei namens Nanbanto, eine Partnerschaft mit der japanischen Firma Nagasaki Honpu ein, um ein Castella-Geschäft zu gründen.
Castella im taiwanischen Stil ist im Allgemeinen souffléartiger als die japanische Sorte mit einem puddingartigen Zentrum. Eine Spezialität von Tamsui ist ein einfacher Castella-Kuchen in Kissenform. Castella im taiwanischen Stil wurde in Japan eingeführt.
Heutzutage ist es möglich, Castella in vielen Variationen zu finden, die Aromen wie braunen Zucker, Honig oder Käse hinzufügen. Auch exotischere Versionen wie Matcha Castella, ein Grüntee-Castella, mit seiner hellgrün-braunen Farbe; oder die Schokoladen-Castella.
Die Castella kann verschieden geformt werden, z. B. als Baby-Castella, eine Mini-Version, die in einem Biss gegessen werden kann, oder als Mini-Castella in Form von Doraemon.

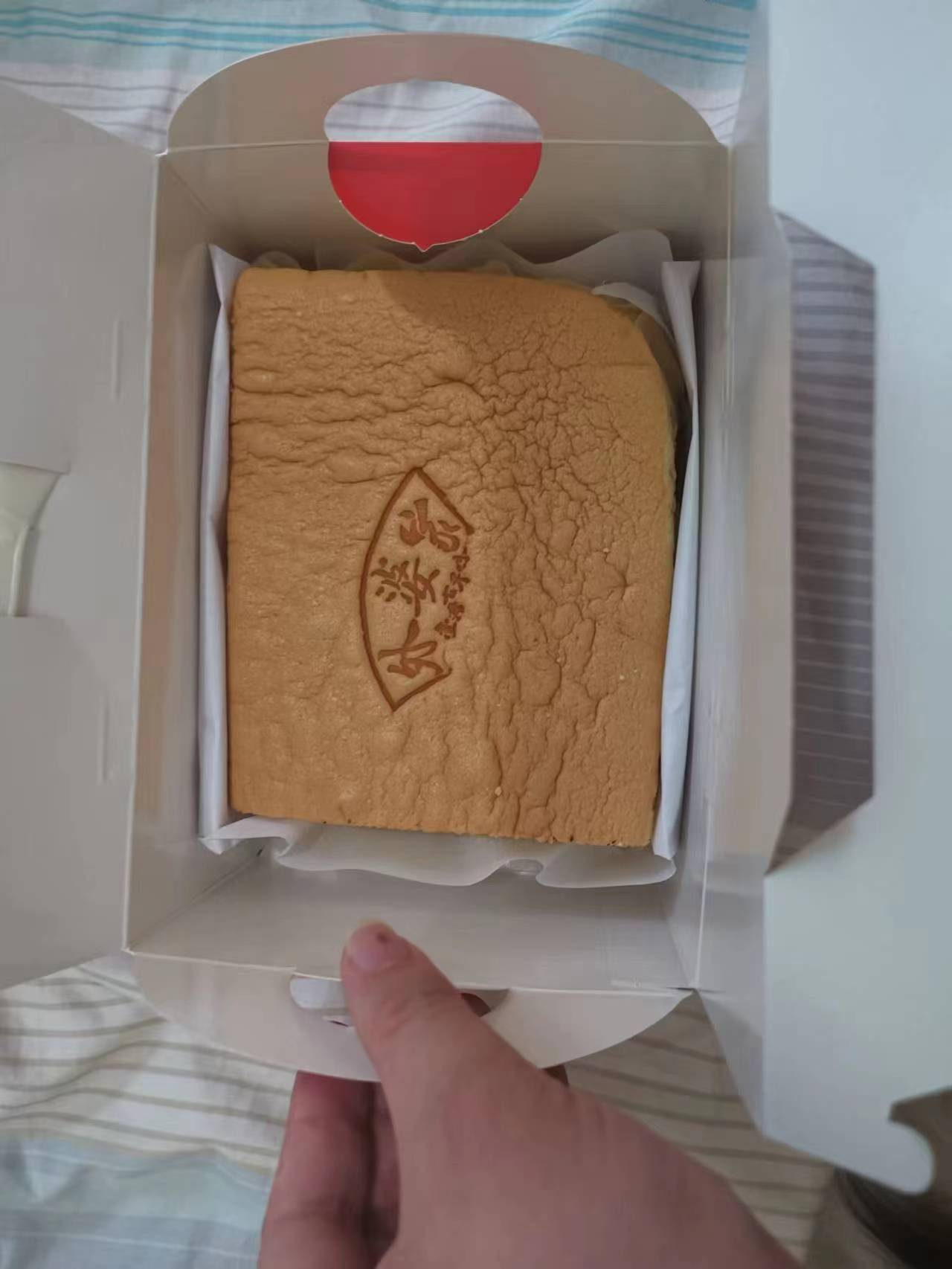
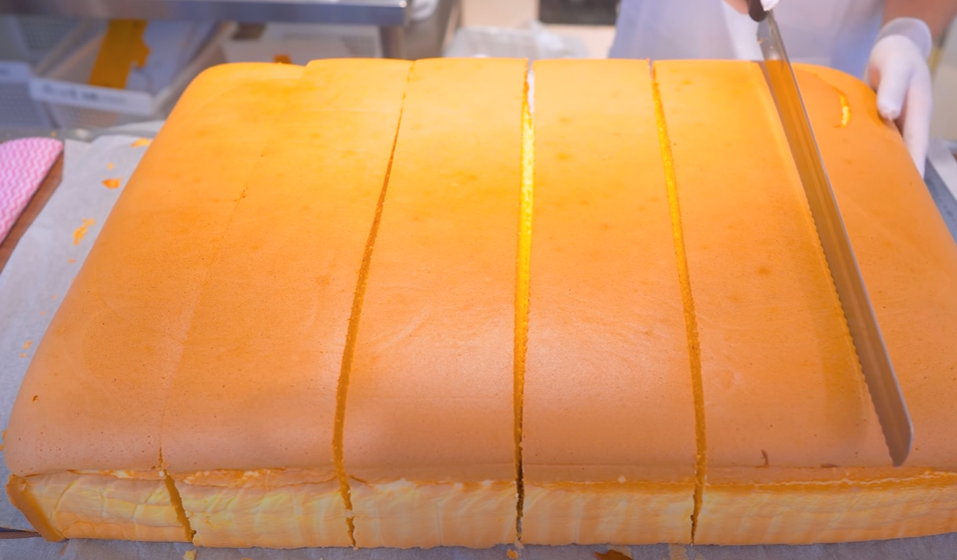
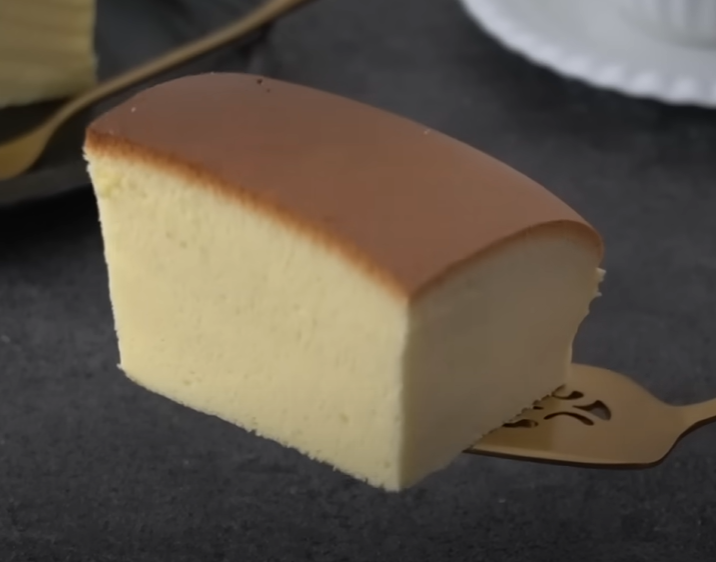
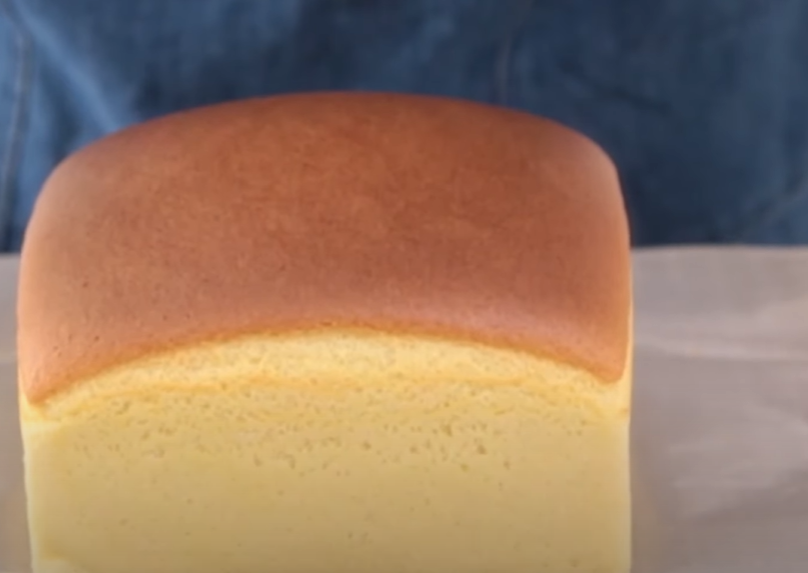
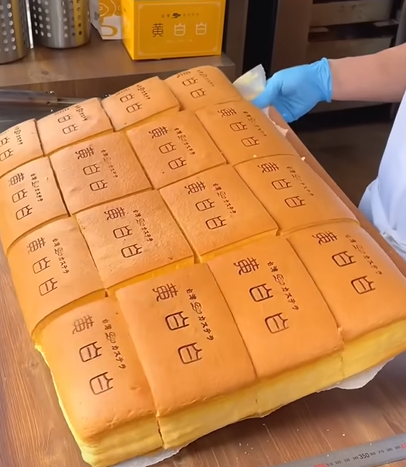